# Гребениківська сільська рада (Великомихайлівський район)
Гребениківська сільська́ ра́да — колишня адміністративно-територіальна одиниця та орган місцевого самоврядування в Великомихайлівському районі Одеської області. Адміністративний центр — село Гребеники.
Дата ліквідації — 27 листопада 2015 року. Населені пункти були підпорядковані Великомихайлівській селищній громаді.

## Історія
Сільська рада утворена в 1934 році.
У 1962 році Гребениківстка сільська рада Великомихайлівського району увійшла до складу Роздільнянського.
В 1965 році сільрада була передана зі складу Роздільнянського району до Великомихайлівського.

## Загальні відомості
Гребениківська сільська рада утворена в 1934 році.
- Територія ради: 49,1 км²
- Населення ради: 1 004 особи (станом на 2001 рік)

## Населені пункти
Сільській раді підпорядковані населені пункти:
- с. Гребеники

## Населення
Згідно з переписом 1989 року населення сільської ради становило 1074 особи, з яких 452 чоловіки та 622 жінки.
За переписом населення 2001 року в сільській раді мешкали 1023 особи.

### Мова
Розподіл населення за рідною мовою за даними перепису 2001 року:
| Мова       | Відсоток |
| ---------- | -------- |
| українська | 87,45 %  |
| російська  | 8,86 %   |
| молдовська | 2,59 %   |
| гагаузька  | 0,6 %    |
| білоруська | 0,3 %    |
| болгарська | 0,2 %    |

## Склад ради
Рада складалася з 16 депутатів та голови.
- Голова ради: Таран Галина Вікторівна
- Секретар ради: Мудрескул Ніна Іванівна

### Керівний склад попередніх скликань
| Прізвище, ім'я, по батькові | Основні відомості                                                         | Дата обрання | Дата звільнення |
| --------------------------- | ------------------------------------------------------------------------- | ------------ | --------------- |
| Таран Галина Вікторівна     | Сільський голова, 1963 року народження, освіта вища, позапартійна         | 26.03.2006   | 31.10.2010      |
| Таран Галина Вікторівна     | Сільський голова, 1963 року народження, освіта вища, член Партії регіонів | 31.10.2010   |                 |

Примітка: таблиця складена за даними сайту Верховної Ради України

### Депутати
За результатами місцевих виборів 2010 року депутатами ради стали:

#### За суб'єктами висування
| Суб'єкт висування           | Кількість обраних депутатів | %    |
| --------------------------- | --------------------------- | ---- |
| Партія регіонів             | 12                          | 75   |
| Комуністична партія України | 3                           | 18,8 |
| Самовисування               | 1                           | 6,3  |

#### За округами
| № округу                    | Прізвище, ім'я, по батькові     | Дата визнання обраним | Освіта             | Партійна приналежність            | Відомості про обраного депутата                                 |
| --------------------------- | ------------------------------- | --------------------- | ------------------ | --------------------------------- | --------------------------------------------------------------- |
| Комуністична партія України |                                 |                       |                    |                                   |                                                                 |
| 9                           | Нікора Людмила Михайлівна       | 02.11.2010            | середня спеціальна | позапартійна                      | Гребениківський будинок культури, директор                      |
| 10                          | Гробовенко Олександра Павлівна  | 02.11.2010            | вища               | член Комуністичної партії України | пенсіонер                                                       |
| 11                          | Ткаченко Наталія Володимирівна  | 02.11.2010            | вища               | член Комуністичної партії України | Гребениківська загальноосвітня школа I-III ст., вчитель         |
| Партія регіонів             |                                 |                       |                    |                                   |                                                                 |
| 1                           | Бєла Лідія Михайлівна           | 02.11.2010            | вища               | член Партії регіонів              | пенсіонер                                                       |
| 2                           | Денисюк Лідія Михайлівна        | 02.11.2010            | середня спеціальна | член Партії регіонів              | фермерське господарство «В. В. Плакущенко», бухгалтер           |
| 3                           | Фурдуй Галина Григорівна        | 02.11.2010            | вища               | член Партії регіонів              | сільська рада, спеціаліст ІІ категорії                          |
| 4                           | Плакущенко Володимир Васильович | 02.11.2010            | середня спеціальна | член Партії регіонів              | фермерське господарство «В. В. Плакущенко», керуючий            |
| 5                           | Калашнікова Марина Миколаївна   | 02.11.2010            | середня спеціальна | член Партії регіонів              | Гребениківське поштове відділення, начальник                    |
| 6                           | Богданов Микола Миколайович     | 02.11.2010            | середня спеціальна | член Партії регіонів              | фермерське господарство «В. В. Плакущенко», завідувачка складом |
| 7                           | Тимчевська Олександра Петрівна  | 02.11.2010            | середня            | член Партії регіонів              | пенсіонер                                                       |
| 12                          | Яровий Сергій Олексійович       | 02.11.2010            | середня спеціальна | член Партії регіонів              | прикордонна застава «Гребеники», кочегар оператор               |
| 13                          | Караманова Наталія Вікторівна   | 02.11.2010            | середня спеціальна | член Партії регіонів              | Гребениківська загальноосвітня школа I-III ст., вчитель         |
| 14                          | Мундрескул Ніна Іванівна        | 02.11.2010            | вища               | член Партії регіонів              | сільська рада, секретар                                         |
| 15                          | Таран Микола Георгійович        | 02.11.2010            | середня спеціальна | член Партії регіонів              | пенсіонер                                                       |
| 16                          | Ратай Галина Йосипівна          | 02.11.2010            | середня спеціальна | член Партії регіонів              | Гребениківська загальноосвітня школа I-III ст., техпрацівник    |
| Самовисування               |                                 |                       |                    |                                   |                                                                 |
| 8                           | Карлєтов Григорій Микитович     | 02.11.2010            | середня спеціальна | позапартійний                     | пенсіонер                                                       |